# Burowo-Kolonia
Burowo-Kolonia (potocznie Kolonia Burowo) – nieoficjalna część wsi Burowo, w województwie zachodniopomorskim, w powiecie goleniowskim, w  gminie Goleniów.
Miejscowość położona na północny zachód od Burowa, przy drodze gruntowej łączącej Burowo z miejscowością Krzywice. 
Burowo-Kolonia stanowi jedną zagrodę mieszkalną.  